# Erik II van Sleeswijk
Erik II Valdemarsøn van Sleeswijk (circa 1290 - 12 maart 1325) was van 1312 tot aan zijn dood hertog van Sleeswijk. Hij behoorde tot het huis Estridsen.

## Levensloop
Erik II was de zoon van hertog Waldemar IV van Sleeswijk en diens eerste echtgenote Elisabeth van Saksen-Lauenburg, dochter van hertog Johan I van Saksen. 
In 1312 volgde hij zijn vader op als hertog van Sleeswijk. Kort daarna nam hij deel aan een militaire expeditie van zijn feodale leenheer, koning Erik VI van Denemarken, naar Rostock. Tijdens deze expeditie werd hij op 30 juni in het militaire kamp nabij Warnemünde formeel geïnstalleerd als hertog van Sleeswijk.
Als hertog claimde Erik II het leengoed Langeland, dat nog in handen geweest was van zijn oom Erik Langbeen. Dit en andere conflicten met de Deense koning Erik VI werden opgelost met een akkoord dat op 9 augustus 1313 in Horsens gesloten werd. Hierbij beëindigde Erik II zijn claims op Langeland en kreeg hij in ruil enkele kroonlanderijen in het hertogdom Sleeswijk toegewezen. 
Na het overlijden van Erik VI in 1319 was Erik II even kandidaat voor de vacante Deense troon. Uiteindelijk werd de broer van Erik VI, Christoffel II, tot Deens koning verkozen. De prijs die Christoffel moest betalen om de troon te bestijgen, was onder meer dat hij Erik II Langeland moest toekennen. 
Erik stierf in maart 1325, waarna hij werd bijgezet in de Dom van Sleeswijk.

## Huwelijk en nakomelingen
In 1313 huwde Erik II met Adelheid (overleden in 1350), dochter van graaf Hendrik I van Holstein-Rendsburg. Ze kregen volgende kinderen:
- Waldemar V (1314-1364), hertog van Sleeswijk en onder de naam Waldemar III koning van Denemarken
- Helvig (1320-1374), huwde in 1340 met koning Waldemar IV van Denemarken